# Spit It Out
Spit It Out é o segundo single da banda de Nu metal Slipknot. A música foi incluída no álbum Slipknot.

## Composição
É um rap metal acelerado com um vocal melódico no refrão. Como na maioria das canções da banda, as guitarras são afinadas em Drop B Tunning. Há também bastante uso de samplers. Os versos da canção são em rap ou gritadas e o refrão é bem melódico. Sua letra fala sobre um problema que a banda teve no inicio da carreira com uma estação de rádio, que segundo a banda, faziam de tudo para eles não alcançarem o seu sucesso.

## Videoclip
O videoclipe de "Spit It Out" é constituído por partes de um show ao vivo e uma paródia do filme The Shining, com Joey Jordison como Danny Torrance; Shawn Crahan e Chris Fehn como as gêmeas Grady; Corey Taylor como Jack Torrance; Mick Thompson como Lloyd o Bartender; Craig Jones como Dick Hallohann; James Root como Wendy Torrance; Sid Wilson como Harry Derwent; e Sid Wilson como o cadáver na banheira. As gravações de The Shining foram gravadas na Villa Carlotta, em Hollywood,Califórnia. Foi censurado pela MTV por causa da cena em que James Root taca um bastão em Corey Taylor.
1. ↑  Anderson, Rick. «Slipknot - Slipknot». AllMusic. Consultado em 14 de julho de 2015